# Národní park Emek Curim
Národní park Emek Curim (hebrejsky: גן לאומי עמק צורים, Gan le'umi Emek Curim) je národní park v Izraeli, v Jeruzalémském distriktu.

## Geografie
Leží v nadmořské výšce přes 700 metrů v Judských horách na pahorcích podél údolí Kidron v severovýchodní části centra Jeruzaléma, na západním úpatí hory Skopus a hory Olivetské. Na severu s ním sousedí areál Hebrejské univerzity, na jihovýchodě čtvrtě at-Tur a al-Savana, na západě čtvrť Vádí al-Džoz a Staré Město.

## Popis parku
Národní park byl zřízen za účelem ochrany původní krajiny na okraji historického jádra Jeruzaléma s původní vegetací olivových stromů a několika jeskyněmi.
Od roku 2004 zde probíhá pod vedením archeologa Gavriela Barkaje z Bar-Ilanovy univerzity výzkum (prosívání) většího množství zeminy, odvezené nelegálně z Chrámové hory islámskou radou Waqf.